# Loup de Soissons
Pour les articles homonymes, voir Saint Loup et Loup.
Loup de Soissons ou saint Loup, décédé vers 535 ou 540, est le neveu de l'évêque Remi de Reims (v. 437 - 13 janvier 535). 
Selon les sources, il est le fils de
 
- saint Prince ou Principe (naissance inconnue, nommé évêque v. 474 - v. 505), version la plus largement admise.

- saint Celsin, frère de lait (par sa mère sainte Balsamie, nourrice de Rémi)

- Aemilius, frère ainé de Prince et Remi (d'après Hincmar de Reims)
La fête de Saint-Loup se célébrait autrefois le 19 octobre. Depuis le retour à la liturgie romaine, elle est marquée au calendrier le 22 octobre.

## Biographie
À la mort de Saint Prince (son père ou oncle), l’évêque Remi de Reims, son oncle, l’ordonne et fait de lui le treizième évêque de Soissons.
Loup marche sur leurs traces et s’applique à gouverner son église avec une grande prudence. 
Clovis Ier (466-511), par le conseil des évêques Remi de Reims et  Melaine de Rennes, ayant, en 511, convoqué à Orléans un concile qui fut le premier tenu dans cette ville, Loup s’y trouva avec cinq métropolitains et vingt-cinq évêques. On y fit trente et un canons concernant le droit d’asile, le dernier refuge du faible contre le fort et de l’innocence contre le crime : le pouvoir des évêques, la soumission des abbés à l’ordinaire et l’administration des biens de l’Église. 
De retour dans son diocèse, Loup s’applique à faire observer les règles du concile d'Orléans. À Bazoches, il rebâtit et agrandit la basilique élevée sur le tombeau de saint Rufin et de saint Valère : puis, autour de cette nouvelle église, il réunit soixante-douze clercs sous sa direction, en mémoire des soixante-douze disciples du Christ, pour y célébrer avec pompe l’office divin. Ce chapitre existera plus de quatre siècles encore après sa mort.
Au décès de son oncle Remi de Reims, Loup s’occupe d’exécuter les dernières volontés de l'évêque, et de mettre l’église de Soissons en possession de la rente de dix sous d’or ainsi que de la terre de Sablonnières (Seine et Marne), près de Coulommiers.
Loup, après avoir occupé la chaire de Soissons une quarantaine d’années, meurt vers l’an 540. Il est inhumé au côté de saint Prince dans la petite chapelle de Sainte-Thècle. 
Au IXe siècle, ses restes sont transférés en la cathédrale de Soissons où ils sont conservés et vénérés jusqu’au XVIe siècle, époque à laquelle les Calvinistes les livrent aux flammes.

## Sources
- Vies des saints par Mgr Guérin (obtenu lui-même par la notice due à M. Henri Congnet, chanoine de Soissons) Tome XII - 1870
- Flodoard, Gallia Christiana, l'abbé Pécheur.
- Annales P. Richard. Actes de la province de Reims.